# Aurora (telenovela)
Aurora una telenovela estadounidense producida por Telemundo Studios, para Telemundo en los años 2010 y 2011.Está protagonizada por Sara Maldonado, Jorge Luis Pila, Eugenio Siller y Sonya Smith. Contando con las participaciones antagónicas de Aylín Mujica y Sandra Destenave. También cuenta con las actuaciones estelares de Karen Sentíes, Lisette Morelos, Braulio Castillo, Pablo Azar, Vanessa Pose, Ismael La Rosa y la primera actriz Angélica María. La telenovela toca el tema de la criónica.

## Sinopsis
FASE I
La historia da comienzo en 1990 en Nueva York, con una bailarina de 19 años de edad llamada Aurora Ponce de León, la cual estudiaba en una de las escuelas de artes más importantes de todo Nueva York "New York School of the Arts" con sus dos mejores amigas, Vanessa Miller y Natalia Suárez. Una noche, las tres amigas fueron a un bar invitadas por Natalia, donde bailando Aurora conoce a Lorenzo Lobos, quien al verla queda inmediatamente enamorado de ella. Aurora y Lorenzo se enamoran perdidamente y viven su amor intensamente. Vanessa, quien siempre ha sentido celos incontrolables por todo lo que Aurora tiene, se enfureció, porque ella se interesa también en Lorenzo recurriendo a sus maldades logra separarlos haciendo que Lorenzo asista a la fiesta de cumpleaños de Aurora donde allí pide a Federico Álvarez de Toledo, eterno enamorado de Vanessa que bese a Aurora justo cuando Lorenzo haga su aparición. Lorenzo sintiéndose traicionado no quiere volver a saber nada de Aurora. Tiempo después, Aurora descubre que está embarazada y su padre se pone furioso, por ello, decide llevársela, para alejarla de aquel amor que para su criterio no lo que su hija merecía. Pocos meses después y tras un intento de huida fracasado, Aurora da a luz a una preciosa niña a la cual pone por nombre Blanca. Un mes después del nacimiento de la pequeña Blanca, Aurora enferma a causa del encierro y la tristeza que la consumía contrayendo una enfermedad incurable en ese tiempo y muere un tiempo después de estar internada. Gustavo con el fin de no perder a su hija decide crionizarla, hasta poder encontrar la cura y devolverla a la vida.
Pasan 20 largos años en los cuales todo ha cambiado. Lorenzo se ha casado con Natalia desde hace quince años, formando una familia junto a Martín (hijo de Lorenzo), Nina (hija de Natalia) y César (hijo adoptivo de ambos). Blanca ya no una bebé una mujer de 20 años, caprichosa, materialista, creyéndose hija de Gustavo e Inés y odiando a su "hermana" llamándola despectivamente "La congelada", como se le hicieron creer. Vanesa se ha convertido en una actriz muy reconocida, famosa casada con un millonario, madre de Victoria "Vicky", una jovencita bastante inocente y muy ingenua ante la vida. Así como Gustavo decide reanimar a su hija devolviéndola a la vida, a pesar de la oposición de la junta médica. Nada más despertarse Aurora tiene ganas de ver a Lorenzo y su hija Blanca pero cuando se pone al corriente de todo lo que ha pasado durante estos 20 años decide empezar una nueva vida haciendo creer a todos que ella no Aurora Ponce de León, sino Aurora Álvarez de Toledo y Ponce de León, una supuesta hija secreta que tuvo con Federico. Así como Aurora empieza de cero y crea una relación de amistad con su hija Blanca, pero sin saber cómo acaba enamorada de Martín, el hijo de Lorenzo y las cosas se complican. Por lo que decide acabar con las mentiras y volver a Aurora Ponce de León. Sin embargo, se descubre que Elizabeth la había hipnotizado poco después de despertar y la obligó a enamorarse de Martín, para que, de esta forma, dejará a Lorenzo. Elizabeth había hecho creer que tenía doble personalidad y ella, Aurorita, la supuesta hija que tuvo con Federico. Se logra descubrir la verdad y Aurora regresa dispuesta a ganarse el perdón de todos. 
Martín, decide hacer un trato con Catalina Quintana, para que dejara vivo a César. A cambio, él encontraría la cura para Vicky, quien había muerto injustamente. Martín decide dejar el camino libre a su padre y Aurora para que sean felices. El tiempo pasa. Aurora y Lorenzo se siguen amando. Cuando Martin dice que él ya no ama a Aurora, ellos deciden vivir su amor. Al poco tiempo, Martín se enamora de Vicky. Aurora queda embarazada nuevamente y decide llamar a su hija Aurora, igual que ella. Aurorita se convierte en la primera bebé de una persona crionizada, por lo que la cuidan mucho. En el estreno de la obra de "Aurora", ve que su hija tiene la temperatura baja y decide ir al hospital. Pero interceptada por los paparazis que querían una foto de la niña. Aurora tiene un terrible accidente por no tener el cinturón y llega al hospital moribunda. Pide a Lorenzo que sea feliz y cuide de su hija. Que ella enviaría una señal con una lluvia inesperada. Decide donar su corazón y al poco tiempo, muere.
FASE II
Lorenzo llevado preso por el accidente de uno de los violadores de Natalia y Nina. Llega Ángela Amenábar, una reconocida abogada que recibió el corazón de Aurora. Ella al enterarse de la noticia decide tomar el caso, porque siente que algo que debe hacer. Se vio varias veces de forma casual con la pequeña Aurora, quien se calmaba al tenerla a su lado. Ángela lucha por sacar a Lorenzo de la cárcel y le conoce por una lluvia inesperada. El exesposo de Ángela, Félix, el fiscal del caso y estaba dispuesto a dejar a Lorenzo preso. 
Una vez que Ángela logra rescatar a Lorenzo, se hacen socios de un restaurante ya que ambos comparten gustos por la comida y tenían el mismo sueño. Ángela se enamora, pero tiene miedo de que Lorenzo nunca olvide a Aurora. Lorenzo, en cambio, tiene miedo de enamorarse de Ángela, porque siente que está traicionando a su gran amor.

## Elenco
FASE I
- Sara Maldonado -  Aurora Ponce de León Urquijo
- Eugenio Siller - Martín Lobos / Lorenzo Lobos (joven)
- Jorge Luis Pila - Lorenzo Lobos
- Aylín Mujica - Vanessa Miller Quintana viuda de Hutton
- Lisette Morelos - Blanca Ponce de León Urquijo / Blanca Lobos Ponce de León
- Vanessa Pose - Victoria "Vicky" Hutton Miller / Vanessa Miller (joven)
- Pablo Azar - César Lobos Suárez
- Braulio Castillo - Gustavo Ponce de León
- Sandra Destenave - Natalia Suárez
- Ismael La Rosa - Federico Álvarez de Toledo
- Karen Sentíes - Inés Urquijo de Ponce de León
- Melvin Cabrera - Ernesto Podesta
- Angélica María - Pasión Urquijo
- David Chocarro - Christian Santana / Christian Miller Urquijo
- Zully Montero - Catalina Quintana Pérez viuda de Miller
- Tali Duclaud - Nina Lobos Suárez / Natalia Suárez (joven)
- Mónica Franco - Doctora Elizabeth Oviedo
- Rubén Morales - Roque González
- Miguel Augusto Rodríguez - Doctor Williams
- Carla Rodríguez - Doctora Liliana Rosales
- Carlos Cuervo - Eduardo Hutton
- Rafael de la Fuente - Max
- Ana Carolina Grajales - Charlotte
- Héctor Fuentes - Doctor Parker
- Jessica Cerezo - Paula Parker
- Zuleyka Rivera - Diana del Valle
- Claudia Godínez - Luisa del Valle
- Juan Cepero - Abogado Aníbal López
- Michelle Vargas - Daniela
- Rosalinda Rodríguez - Madre de Daniela
- Leslie Stewart - Verónica La Salle
- Oscar Díaz - Detective Beltrán
- Nicolás Terán - Joaquín Geller
- Sandra Eichler - Mercedes Geller

FASE II
- Sonya Smith - Ángela Amenábar
- Carolina Tejera - Clara Amenábar
- Juan Pablo Llano - Ramiro
- Reinaldo Cruz - Dr. Gabriel Jiménez
- Alejandro Antonio - Félix Vargas Espinoza
- Sabrina Pila - Aurora "Aurorita" Lobos Ponce de León
- Markel Berto - Sergio Fuentes Saldívar "El Mono"
- Carlos Garín - Diego Fuentes Saldívar
- Salim Rubiales - Lucho
- Marco Figueroa - Pablo
- Kevin Aponte - Palito
- Victor Corona - Rodríguez "Satanás"
- Jorge Consejo - Gabriel

## Premios y nominaciones

### Premios People en Español
| Categoría    | Persona        | Resultado |
| ------------ | -------------- | --------- |
| Mejor Actriz | Sara Maldonado | Ganadora  |
| Mejor Actor  | Eugenio Siller | Ganador   |